# The Temptations
The Temptations ist eine 1960 in Detroit gegründete, mehrfach mit dem Grammy ausgezeichnete afroamerikanische Gesangsband, deren Mitglieder zu den erfolgreichsten und stilbildendsten Soul-Künstlern gehören. Sie prägten die Erfolgsgeschichte des legendären Plattenlabels Motown und waren deren erste Künstler, die einen Grammy gewinnen konnten. Mit den Liedern My Girl (1965), I Can’t Get Next to You (1969), Just My Imagination (Running Away with Me) (1971) und Papa Was a Rollin’ Stone (1972) gelangen ihnen vier Nummer-eins-Hits in den USA. Zahllose Male wurden die Temptations ausgezeichnet und geehrt, so 1989 mit der Aufnahme in die Rock and Roll Hall of Fame und 2013 für das Lebenswerk bei den Grammys.
Auch mehr als 60 Jahre nach ihrer Gründung ist die Gruppe mit einem Originalmitglied, Otis Williams, noch aktiv.
Am 30. Oktober 2022 traten The Temptations, mit dem Gründermitglied Otis Williams an seinem  81. Geburtstag, im Berliner Admiralspalast auf.

## Geschichte

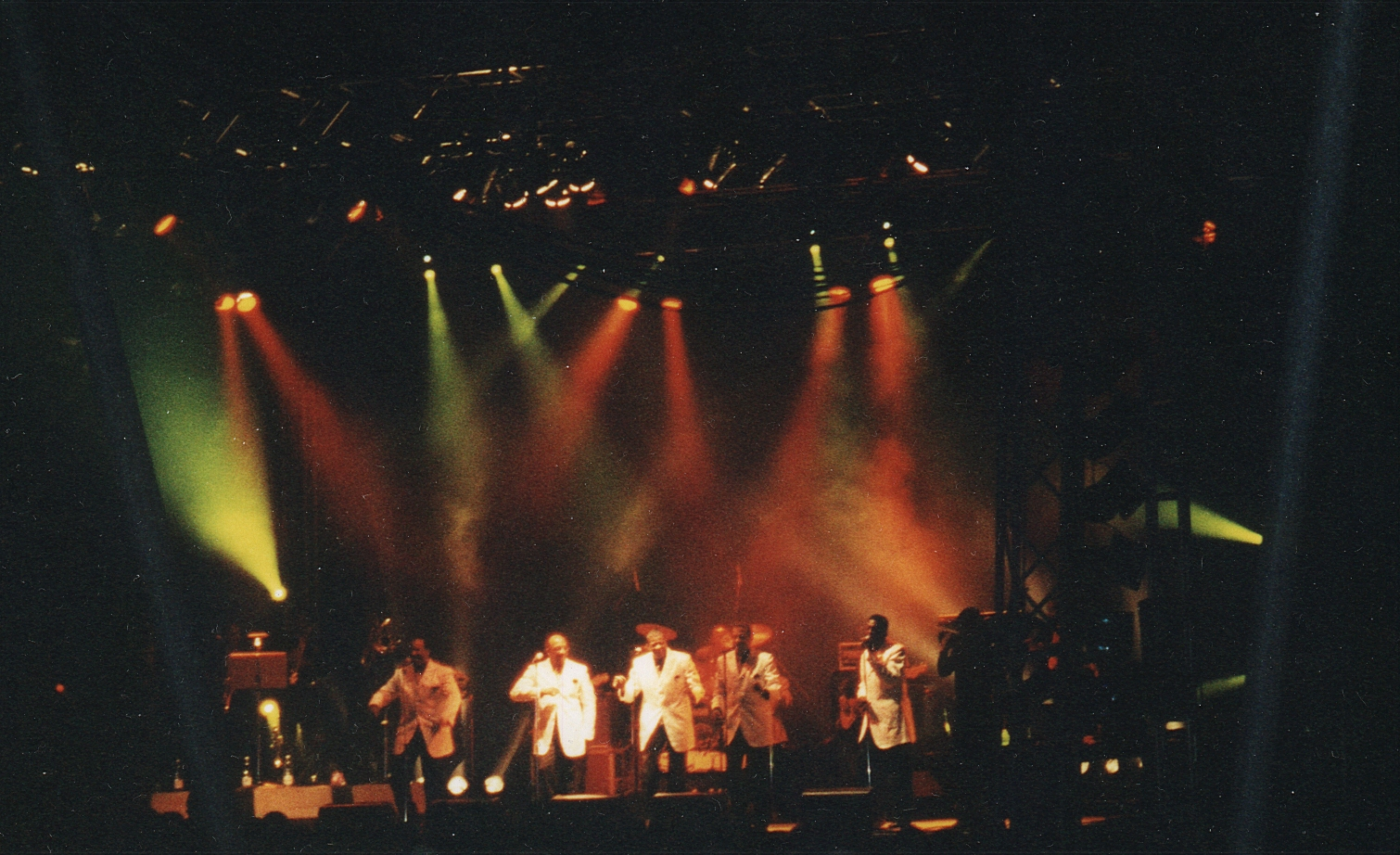
The Temptations am Gurtenfestival 2000 (Bern/Schweiz)

Gegründet wurden die Temptations 1960 in Detroit (Michigan) als Vokalquintett.
Zu den Gründungsmitgliedern gehörten:
- Paul Williams (Tenor), (* 2. Juli 1939, † 17. August 1973) (1960–1971)
- Otis Williams (eigentl. Otis Miles) (Tenor), (* 30. Oktober 1941) (1960 bis heute)
- Elbridge „Al“ Bryant (Tenor), (* 28. September 1939, † 26. Oktober 1975) (1960–1963)
- Eddie Kendricks (Leadtenor/Falsett), (* 17. Dezember 1939, † 5. Oktober 1992) (1960–1971 und 1982)
- Melvin Franklin (eigentlich David English) (Bass), (* 12. Oktober 1942, † 23. Februar 1995) (1960–1994)

Ende 1963 wurde Elbridge Bryant aus der Gruppe „geworfen“ und durch David Ruffin ersetzt. Mit Hilfe des Produzenten und Songschreibers Smokey Robinson, selbst ein Motown-Star, gelang den Temptations eine Serie von Hits wie The Way You Do the Things You Do (1964), My Girl (1964/65), Ain’t Too Proud to Beg, Beauty Is Only Skin Deep, (I Know) I’m Losing You (1966), You’re My Everything (1967) und I Wish It Would Rain (1968).
Zwischen 1965 und 1969 standen die Temptations mit zehn Alben in Folge auf Platz eins der US-amerikanischen R&B-Charts. Insgesamt erreichten sie dort 17 Mal die Spitze. Bis weit in die 1990er Jahre wurden die Temptations als erfolgreichste R&B-Künstler weltweit geführt.
Berry Gordy, der Gründer von Motown Records, ließ einige seiner größten Stars ihre Hits in verschiedenen Sprachen für den europäischen Markt aufnehmen. So gibt es Lieder auf Deutsch, Spanisch, Französisch und Italienisch. Von den Temptations kam 1965 die Single Mein Girl (My Girl) mit der Rückseite Blue Bird auf Deutsch heraus, auf Italienisch hieß My Girl Solamente Lei.
Ende der 1960er Jahre bis Anfang der 1970er Jahre machte die Band, deren Stil an den der Gruppe The Drifters erinnerte, einige personelle wie auch stilistische Änderungen durch. 1968 kam für Ruffin Dennis Edwards, und der Produzent Norman Whitfield veränderte zeitgemäß den Sound vom eingängigen Soul-Pop zur Mischung aus psychedelisch Funkelementen, Soul-Rock und sozialkritisch inspirierten Texten. Mit I Can’t Get Next To You (1970), Just My Imagination (Running Away with Me) (1971) und Papa Was a Rollin’ Stone (1972) landeten die Temptations weitere große Hits.
1971 verließen mit Paul Williams, der sich 1973 das Leben nahm, und Eddie Kendricks zwei der wichtigsten und bekanntesten Mitglieder die Temptations. Während Williams’ Solo-Pläne sich vor seinem Tod nicht mehr konkretisierten, gelangen Kendricks einige Erfolge. Die Temptations wiederum setzen ihren Weg bis 1975 und ihrem letzten Nummer-eins-Album A Song for You konsequent fort. Danach riss die Erfolgsserie ab und im Zuge neuer populärer Stile wie dem Phillysound oder der Disco-Welle konnten die Temptations nur noch mit mittleren bis kleineren Hits aufwarten. Nach 1975 gelang den Temptations nie wieder der Sprung unter die Top 40 der US-Charts, dafür hatten sie weiter Erfolg in den R&B-Charts. Mit Power (1980), Treat Her Like a Lady (1984) und Lady Soul (1986) gelangen hier auch in späteren Jahren noch Hits.
Das Gründungsmitglied Otis Williams hat zusammen mit Patricia Romanowski im Jahre 1988 die Geschichte der Temptations verfasst und als Buch herausgegeben. Dieses Buch war zehn Jahre später auch die Basis für einen zweiteiligen Film im US-amerikanischen Fernsehen. Im September 2017 feierte außerdem das Musical Aint Too Proud: The Life and Times of the Temptations, basierend auf den Memoiren von Otis Williams, im kalifornischen Berkeley Repertory Theater Premiere.
1999 wurden die Temptations in die Vocal Group Hall of Fame aufgenommen, und im Jahr 2002 bezeichnete Prince Just My Imagination (Running Away with Me) als einen von 55 Songs, die ihn musikalisch inspiriert haben. Der Rolling Stone listete The Temptations auf Rang 68 der 100 größten Musiker aller Zeiten.
Unter der Leitung von Otis Williams, mit Ron Tyson, Terry Weeks, Tony Grant und Jawan M. Jackson war die Gruppe im Oktober 2022 zusammen mit den Four Tops auf Deutschlandtournee.

## Diskografie
Studioalben

| Jahr | Titel                                          | Höchstplatzierung, Gesamtwochen, AuszeichnungChartplatzierungen (Jahr, Titel, Platzierungen, Wochen, Auszeichnungen, Anmerkungen) | Höchstplatzierung, Gesamtwochen, AuszeichnungChartplatzierungen (Jahr, Titel, Platzierungen, Wochen, Auszeichnungen, Anmerkungen) | Höchstplatzierung, Gesamtwochen, AuszeichnungChartplatzierungen (Jahr, Titel, Platzierungen, Wochen, Auszeichnungen, Anmerkungen) | Höchstplatzierung, Gesamtwochen, AuszeichnungChartplatzierungen (Jahr, Titel, Platzierungen, Wochen, Auszeichnungen, Anmerkungen) | Höchstplatzierung, Gesamtwochen, AuszeichnungChartplatzierungen (Jahr, Titel, Platzierungen, Wochen, Auszeichnungen, Anmerkungen) | Anmerkungen |
| Jahr | Titel                                          | DE | AT | UK | US | R&B | Anmerkungen |
| ---- | ---------------------------------------------- | --- | --- | --- | --- | --- | --- |
| 1964 | Meet the Temptations                           | — | — | — | US95 (11 Wo.)US | — | Erstveröffentlichung: 20. März 1964 Produzenten: Smokey Robinson, Berry Gordy, Norman Whitfield |
| 1965 | The Temptations Sing Smokey                    | — | — | — | US35 (26 Wo.)US | R&B1 (29 Wo.)R&B | Erstveröffentlichung: 22. März 1965 Produzent: Smokey Robinson |
| 1965 | The Temptin’ Temptations                       | — | — | — | US11 (37 Wo.)US | R&B1 (34 Wo.)R&B | Erstveröffentlichung: 1. November 1965 Produzent: Smokey Robinson |
| 1966 | Gettin’ Ready                                  | — | — | UK40 (2 Wo.)UK | US12 (35 Wo.)US | R&B1 (31 Wo.)R&B | Erstveröffentlichung: 15. Juni 1966 Produzent: Smokey Robinson |
| 1967 | With a Lot o’ Soul                             | — | — | UK19 (18 Wo.)UK | US7 (36 Wo.)US | R&B1 (30 Wo.)R&B | Erstveröffentlichung: 17. Juli 1967 Produzenten: Norman Whitfield, Frank Wilson, Brian Holland, Lamont Dozier, Smokey Robinson, Ivy Jo Hunter |
| 1967 | In a Mellow Mood                               | — | — | — | US13 (44 Wo.)US | R&B1 (58 Wo.)R&B | Erstveröffentlichung: 27. November 1967 Produzenten: Frank Wilson, Jeffrey Bowen |
| 1968 | Wish It Would Rain                             | — | — | — | US13 (41 Wo.)US | R&B1 (41 Wo.)R&B | Erstveröffentlichung: 29. April 1968 Produzent: Norman Whitfield |
| 1968 | Diana Ross & the Supremes Join the Temptations | — | — | UK1 (10 Wo.)UK | US2 Gold · (32 Wo.)US | R&B1 (32 Wo.)R&B | Erstveröffentlichung: 8. November 1968 mit Diana Ross und The Supremes Produzent: Frank Wilson |
| 1968 | TCB (Takin’ Care of Business)                  | — | — | UK11 (12 Wo.)UK | US1 Gold · (34 Wo.)US | R&B1 (28 Wo.)R&B | Erstveröffentlichung: 2. Dezember 1968 mit Diana Ross und The Supremes Produzenten: Ed Friendly, George Schlatter |
| 1969 | Cloud Nine                                     | — | — | UK32 (1 Wo.)UK | US4 Gold · (40 Wo.)US | R&B1 (49 Wo.)R&B | Erstveröffentlichung: 17. Februar 1969 Grammy Best Traditional R&B Group Produzent: Norman Whitfield |
| 1969 | The Temptations Show                           | — | — | — | US24 (16 Wo.)US | R&B2 (29 Wo.)R&B | Erstveröffentlichung: 10. Juli 1969 Produzent: Jackie Barnett |
| 1969 | Puzzle People                                  | — | — | UK20 (4 Wo.)UK | US5 Gold · (41 Wo.)US | R&B1 (35 Wo.)R&B | Erstveröffentlichung: 23. September 1969 Produzent: Norman Whitfield |
| 1969 | Together                                       | — | — | UK28 (4 Wo.)UK | US28 (18 Wo.)US | R&B6 (21 Wo.)R&B | Erstveröffentlichung: 23. September 1969 mit Diana Ross und The Supremes Produzent: Frank Wilson |
| 1969 | On Broadway                                    | — | — | — | US38 (12 Wo.)US | R&B4 (15 Wo.)R&B | Erstveröffentlichung: 7. November 1969 mit Diana Ross und The Supremes Produzenten: Motown Productions Inc. |
| 1970 | Psychedelic Shack                              | — | — | UK56 (1 Wo.)UK | US9 Gold · (30 Wo.)US | R&B1 (28 Wo.)R&B | Erstveröffentlichung: 6. März 1970 Produzent: Norman Whitfield |
| 1971 | Sky’s the Limit                                | — | — | — | US16 Gold · (35 Wo.)US | R&B2 (33 Wo.)R&B | Erstveröffentlichung: 19. April 1971 Produzent: Norman Whitfield |
| 1972 | Solid Rock                                     | — | — | UK34 (2 Wo.)UK | US24 (22 Wo.)US | R&B1 (27 Wo.)R&B | Erstveröffentlichung: 11. Januar 1972 Produzent: Norman Whitfield |
| 1972 | All Directions                                 | DE20 (12 Wo.)DE | — | UK19 (7 Wo.)UK | US2 Gold · (44 Wo.)US | R&B1 (33 Wo.)R&B | Erstveröffentlichung: 28. Juli 1972 Produzent: Norman Whitfield |
| 1973 | Masterpiece                                    | DE17 (24 Wo.)DE | — | UK28 (3 Wo.)UK | US7 Gold · (28 Wo.)US | R&B1 (27 Wo.)R&B | Erstveröffentlichung: 21. Februar 1973 Produzent: Norman Whitfield |
| 1973 | 1990                                           | DE25 (12 Wo.)DE | — | — | US19 (22 Wo.)US | R&B2 (30 Wo.)R&B | Erstveröffentlichung: 7. Dezember 1973 Produzent: Norman Whitfield |
| 1975 | A Song for You                                 | — | — | — | US13 Gold · (36 Wo.)US | R&B1 (36 Wo.)R&B | Erstveröffentlichung: 16. Januar 1975 Produzenten: Jeffrey Bowen, Suzee Ideka, James Anthony Carmichael, Clayton Ivey, Terry Woodford |
| 1975 | House Party                                    | — | — | — | US40 (20 Wo.)US | R&B11 (11 Wo.)R&B | Erstveröffentlichung: 4. November 1975 Produzenten: Brian Holland, Clayton Ivey, James Carmichael, Steve Cropper, Suzee Ikeda, The Temptations, Terry Woodford                                                                                              |
| 1976 | Wings of Love                                  | — | — | — | US29 (20 Wo.)US | R&B3 (16 Wo.)R&B | Erstveröffentlichung: 10. März 1976 Produzenten: Berry Gordy, Jeffrey Bowen |
| 1976 | Do the Temptations                             | — | — | — | US53 (14 Wo.)US | R&B10 (12 Wo.)R&B | Erstveröffentlichung: 16. August 1976 Produzenten: Michael L. Smith, Suzee Ikeda |
| 1977 | Hear to Tempt You                              | — | — | — | US113 (13 Wo.)US | R&B38 (10 Wo.)R&B | Erstveröffentlichung: 1977 Produzenten: Norman Harris, Ron Baker |
| 1978 | Bare Back                                      | — | — | — | — | R&B46 (4 Wo.)R&B | Erstveröffentlichung: 1978 Produzent: Brian Holland |
| 1980 | Power                                          | — | — | — | US45 (14 Wo.)US | R&B13 (22 Wo.)R&B | Erstveröffentlichung: April 1980 Produzent: Angelo Bond, Berry Gordy |
| 1980 | Give Love at Christmas                         | — | — | — | US6 Platin · (… Wo.)US | — | Erstveröffentlichung: 14. August 1980 Produzenten: Gil Askey, Harold Johnson |
| 1981 | The Temptations                                | — | — | — | US119 (9 Wo.)US | R&B36 (11 Wo.)R&B | Erstveröffentlichung: August 1981 Produzent: Thom Bell |
| 1982 | Reunion                                        | — | — | — | US37 (18 Wo.)US | R&B2 (24 Wo.)R&B | Erstveröffentlichung: 7. April 1982 Produzenten: Barrett Strong, Iris Gordy, Rick James, Ron Miller, Smokey Robinson, Berry Gordy |
| 1983 | Surface Thrills                                | — | — | — | US159 (9 Wo.)US | R&B19 (18 Wo.)R&B | Erstveröffentlichung: 18. Februar 1983 Produzenten: Dennis Lambert, Steve Barri |
| 1983 | Back to Basics                                 | — | — | — | US152 (9 Wo.)US | R&B30 (30 Wo.)R&B | Erstveröffentlichung: Oktober 1983 Produzenten: Angelo Bond, Berry Gordy, Harvey Fuqua, Norman Whitfield, Willie Hutch |
| 1984 | Truly for You                                  | — | — | UK75 (5 Wo.)UK | US55 (34 Wo.)US | R&B3 (38 Wo.)R&B | Erstveröffentlichung: 15. Oktober 1984 Produzenten: Albert Phillip McKay, Ralph Randolph Johnson |
| 1985 | Touch Me                                       | — | — | — | US146 (10 Wo.)US | R&B20 (24 Wo.)R&B | Erstveröffentlichung: November 1985 Produzenten: Bruce Miller, Marcus Miller, Russ Terrana, The Temptations |
| 1986 | To Be Continued …                              | — | — | — | US74 (33 Wo.)US | R&B4 (42 Wo.)R&B | Erstveröffentlichung: 17. Juni 1986 Produzenten: Peter Bunetta, Rick Chudacoff |
| 1987 | Together Again                                 | — | — | — | US112 (21 Wo.)US | R&B12 (28 Wo.)R&B | Erstveröffentlichung: 11. September 1987 Produzenten: Peter Bunetta, Rick Chudacoff |
| 1989 | Special                                        | — | — | — | — | R&B25 (44 Wo.)R&B | Erstveröffentlichung: 16. August 1989 Produzenten: Keith Andes, Larry Hatcher, Stan Sheppard, Jimmy Varner, Dick Rudolph, Michael Sembello |
| 1991 | Milestone                                      | — | — | — | — | R&B88 (12 Wo.)R&B | Erstveröffentlichung: 19. November 1991 Produzenten: Alton Wokie Stewart, Barry Eastman, Steve Lindsey, Khris Kellow, Trevor Lawrence, Freddie Rhone, Ron Tyson, Victor Carstarphen, Johnny Britt, Cirocco, Bob Jones, Ray Hayden                           |
| 1995 | For Lovers Only                                | — | — | — | — | R&B43 (26 Wo.)R&B | Erstveröffentlichung: 26. September 1995 Produzenten: Richard Perry, Ben McCarthy, Isaias Gamboa |
| 1998 | Phoenix Rising                                 | — | — | — | US44 Platin · (44 Wo.)US | R&B8 (75 Wo.)R&B | Erstveröffentlichung: 18. August 1998 Produzenten: Isaias Gamboa, Narada Michael Walden, Arthur Marbury, Rex Rideout, Ronnie Garrett |
| 2000 | Ear-Resistible                                 | — | — | — | US54 (12 Wo.)US | R&B16 (26 Wo.)R&B | Erstveröffentlichung: 16. Mai 2000 Grammy Best Traditional R&B Vocal Produzenten: Joseph Lewis Thomas, Stanley Brown, Dennis Nelson, Gerald Levert, Joe Little III, Narada Michael Walden, Joshua P. Thompson, Calvin Gaines, Isaias Gamboa, Arthur Marbury |
| 2001 | Awesome                                        | — | — | — | US140 (2 Wo.)US | R&B27 (16 Wo.)R&B | Erstveröffentlichung: 20. November 2001 Produzenten: Narada Michael Walden, Andy C, Mechalie Jamison, Rainfall Entertainment, Dennis Nelson, Arthur Marbury, Otis Williams, Oji Pierce, Nat Adderley Jr., Stanley Brown                                     |
| 2004 | Legacy                                         | — | — | — | US163 (1 Wo.)US | R&B18 (9 Wo.)R&B | Erstveröffentlichung: 8. Juni 2004 |
| 2006 | Reflections                                    | — | — | — | US80 (2 Wo.)US | R&B14 (10 Wo.)R&B | Erstveröffentlichung: 31. Januar 2006 |
| 2007 | Back to Front                                  | — | — | — | US108 (1 Wo.)US | R&B19 (8 Wo.)R&B | Erstveröffentlichung: 23. Oktober 2007 Produzenten: Steve „The Scotsman“ Harvey, Benjamin Wright |
| 2010 | Still Here                                     | — | — | — | — | R&B49 (5 Wo.)R&B | Erstveröffentlichung: 4. Mai 2010 |

grau schraffiert: keine Chartdaten aus diesem Jahr verfügbar
Weitere Alben
- 1970: Christmas Card (Produzenten: Barrett Strong, Clay McMurray, US: Gold)
- 1975: Soul Original Sound
- 2015: Yield to Temptation!
- 2018: All the Time
- 2022: Temptations 60